# Arnaud Plaisant
Pour les articles homonymes, voir Plaisant.
Arnaud Plaisant (né à Arras le 15 octobre 1974) est un culturiste français. 
Le 10 novembre 2001, Arnaud Plaisant est devenu bodybuilder professionnel IFBB après avoir obtenu sa carte pro au cours du Grand Prix de Slovaquie. Son principal atout est une ligne harmonieuse, à l'instar d'autres culturistes français comme Francis Benfatto.
En tant que professionnel IFBB, Arnaud Plaisant participe régulièrement aux compétitions de cette organisation. Il réside dans le Sud de la France. 

## Mensurations (2007)
- Taille : 1,80 m
- Poids de compétition : 114 kg
- Poids hors-saison : 120 kg
- Tour de bras : 55 cm
- Tour de cuisses : 78 cm

## Principales compétitions
- Mars 1994 : Championnat de France - Tourcoing (1er)
- 1994 : Championnat du Monde Izimir - Turquie (5e)
- Avril 1996 : Championnat du Monde - Hyères (9e)
- Avril 1999: Championnat de France - Mandelieu (8e)
- Novembre 2000 : Championnat d'Europe Lausanne - Suisse (participation)
- Novembre 2001 : Championnat d'Europe - Slovaquie (3e)
- Novembre 2001 : Grand prix de Hongrie (3e)
- Mai 2002 : Toronto Pro Invitational (participation)
- Mars 2003 : Roma Maximus (participation)
- Novembre 2004 : Dutch Grand Prix - Amsterdam (participation)
- Novembre 2004 : English Grand Prix - Londres (participation)